# Carapace de tortue
Pour les articles homonymes, voir carapace.
 (mars 2016).
La carapace des tortues est un trait caractéristique des tortues (Chéloniens). Pour la plupart d'entre elles, leur carapace est formée d'os, de cartilage et d'écailles elles-mêmes constituées de kératine. Les Trionychidae ont quant à elles une carapace molle, car elles ne synthétisent pas de kératine. La Tortue luth possède elle un cuir épais à la place des écailles. Il en est de même pour la Tortue molle à épines et la Tortue à nez de cochon. 
Malacochersus tornieri est une tortue dont la carapace, à peine ossifiée, est flexible. Vivant sur des pentes rocheuses, elle peut ainsi se glisser dans des anfractuosités. Elle se gonfle d’air et les bords de sa dossière épousent les reliefs de sa cachette.
Les tortues peuvent survivre à des dommages graves grâce à leur carapace : des fissures profondes ou des pertes d'os peuvent guérir. 

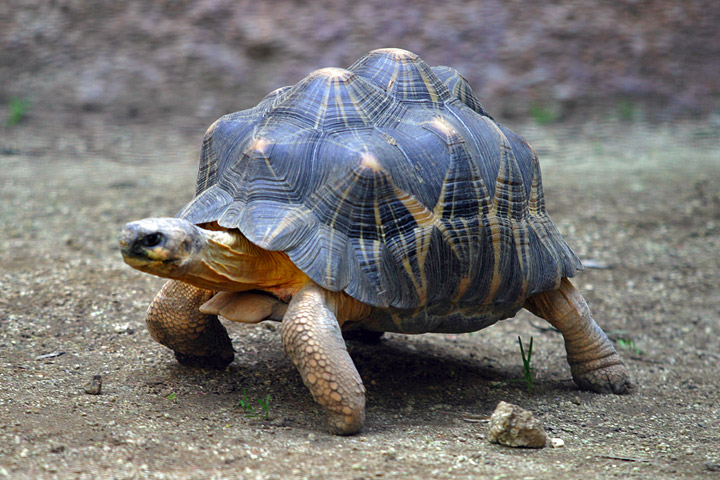
Carapace d'une Geochelone

## Description

### Généralités
La carapace est formée de deux parties : la partie dossière et la partie ventrale ou plastron. Le pont osseux relie les deux parties. Les plaques osseuses qui la composent sont appelées ostéodermes et sont formées par les côtes, la ceinture pelvienne et scapulaire et la colonne vertébrale qui assurent sa rigidité et sa solidité. La colonne vertébrale adhère à la carapace. La partie intérieure de la carapace est formée d'une soixantaine d'os parcourus par des nerfs et des vaisseaux sanguins, c'est un organe vivant. Les écailles kératinisées (quand elles sont présentes) constituent une couche fine superficielle et recouvrent en quinconce les plaques dermiques, ce qui assure une plus grande rigidité. Les carapaces des espèces aquatiques sont plus plates que celle des représentants terrestres et peuvent ne pas posséder d'écailles mais être recouvertes d'un cuir épais. De plus, pour être plus légères et plus agiles dans l'eau, les carapaces de ces tortues sont équipées de fontanelles. Leurs formes fuselées les rendent hydrodynamiques. Pour d'autres espèces encore, la carapace est peu ossifiée et donc molle. 

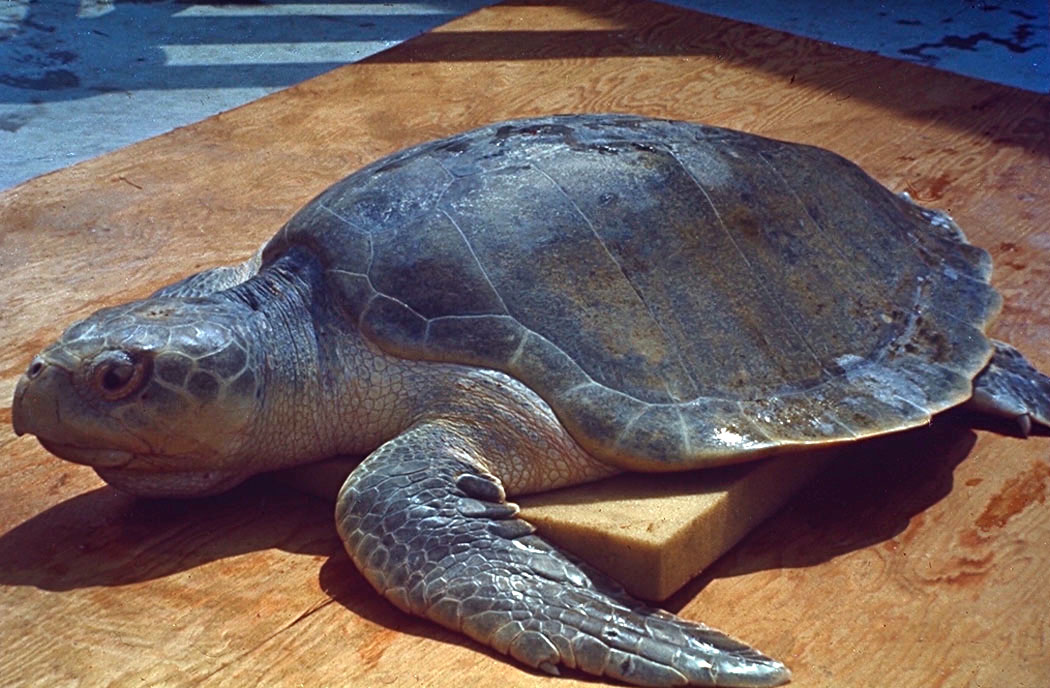
Tortue de mer
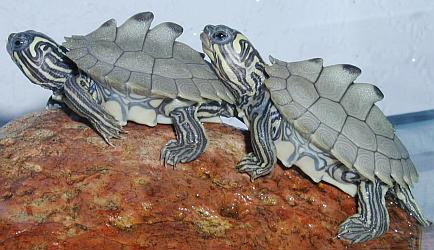
Tortue d'eau douce
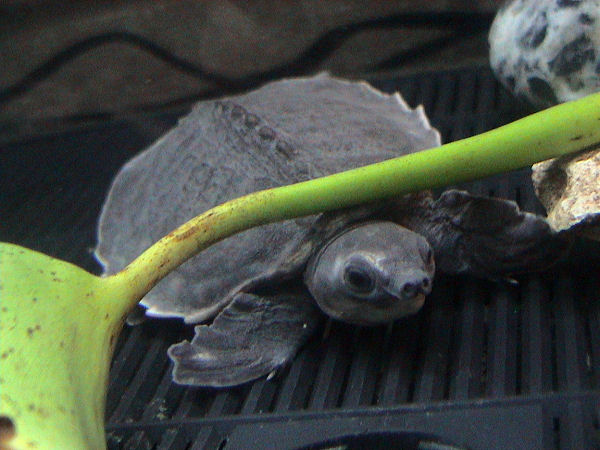
Carettochelys insculpta à carapace molle

Certaines tortues, notamment les tortues boîtes, possèdent un plastron articulé en avant pour protéger la tête et les membres antérieurs, chez d’autres espèces comme les Kinixys, c’est la dossière qui est articulée pour protéger les membres postérieurs. D'autres espèces (Kinosternon) possèdent une articulation supplémentaire pour protéger complètement les membres postérieurs. Dans le cas où la carapace est fermée, il est très difficile d'y insérer une lame de couteau.
Chez de nombreuses espèces, le fait que le plastron présente une forme concave ou convexe permet de déterminer le sexe de l'individu. En effet, pour des raisons d'accouplement, le plastron des mâles doit être concave pour épouser la forme convexe de la dossière de la femelle.

### Écailles

écailles de la dossière
a : Nucales
b : Marginales
c : Vertébrales
d : Costales
e : Supercordes

Le plastron est formé de l'inter-clavicule, de la clavicule, et trois à cinq paires additionnelles d'os cutanés suturés ensemble.
| Écailles du plastron | Plaques du plastron                                                            | Plaque de la dossière |
| --- | ------------------------------------------------------------------------------ | --- |
| 1. Gulaires 2. Humérales 3. Pectorales 4. Abdominales 5. Fémorales 6. Anales 7. Inguinales 8. Marginales 9. Auxiliaires | 1. Epiplastron 2. Hyoplastron 3. Hypoplastron 4. Xiphiplastron 5. Entoplastron | 1. Proneurale ou Cervicale 2. Neurales 3. Pleurales 4. Périphériques 5. Suprapygale (parfois divisée horizontalement) 6. Pygale (toujours unique) |

Ces écailles servent à divers usages, à la marqueterie en particulier. À l'époque médiévale, on pouvait s'en servir pour fabriquer la broigne, une défense corporelle protégeant le thorax. L'écaille servait aussi à la fabrication de plaquettes à coupe ou de peignes. On en produisit notamment sur le comptoir est-africain de la ville de Rhapta au Ier siècle. La culture swahilie se développa grâce à son commerce. Les plus belles écailles de tortue, les plus rares aussi proviennent de la tortue imbriquée. La tortue verte également a été pourchassée pour cette raison.
Ce qu'aujourd'hui les magazines de mode présentent comme de l'« écaille de tortue » est en fait du plastique teinté. Le commerce de l'écaille de tortue véritable, toujours convoitée par quelques initiés, est restreint ou interdit par les conventions internationales de protection des espèces menacées.

### Croissance
À la naissance la carapace est souvent molle. Elle grandit bien sûr avec l'âge. En général, jusqu’à ce que la tortue devienne adulte. Elle est alimentée par des petits vaisseaux sanguins.
La croissance des tortues s’effectue en cycles. Lorsqu’un cycle est terminé, un anneau se forme sur la carapace. On peut alors compter approximativement l’âge de la tortue ; toutefois, les anneaux peuvent s’effacer, par conséquent il est difficile de connaître précisément l’âge d’une tortue par cette technique.

## Prédateur
Les carapaces fournissent une bonne protection aux tortues. Peu d'animaux sont capables de briser cette protection. Les jeunes, venant d'éclore, sont quant à eux, des proies faciles pour les prédateurs (mammifères, oiseaux, poissons, autres reptiles…), leur carapace étant presque toujours molle et leurs os insuffisamment solides.

## Autres rôles
La carapace sert aussi de camouflage à la tortue. Les carapaces de beaucoup d'espèces des tortues sont colorées et modelées et permettent de reconnaître des individus d'une même espèce. En outre, la carapace des tortues terrestres leur sert à contrôler leur température, en effet les tortues sont des animaux à sang froid. La carapace accumule de l'énergie pendant les périodes chaudes, mais en contrepartie rend l'hibernation (et l'enterrement) plus difficile dans les périodes hivernales des zones à climat tempéré pour les espèces qui y vivent. Les tortues de Horsfield ont des carapaces plus plates pour cette raison.

## Histoire

### Origines
La carapace est pour l'essentiel formée d'os d'origine dermique, mais quelques lobes antérieurs du plastron sont des os d'origine viscérale, comparable au gastralia.
Selon une hypothèse récente, cette carapace a d'abord eu un rôle de régulateur thermique.

### Fossiles
Les genres Proterochersis et Proganochelys ont fourni les plus anciens fossiles connus. Ils datent de 210 millions d'années. L'apparition des carapaces chez les chéloniens doit cependant être plus ancienne.

## Dans la culture

### Asie

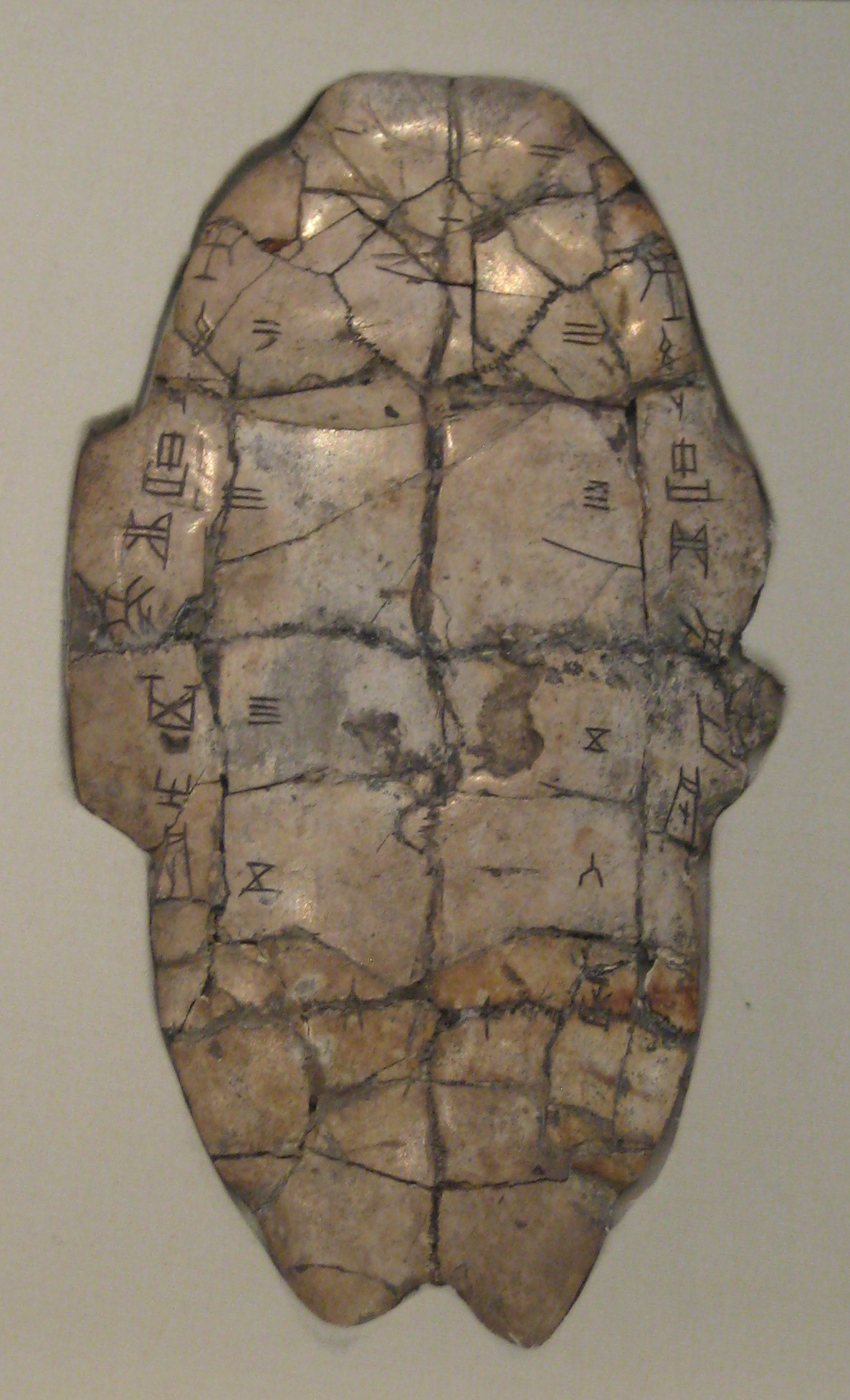
Carapace de tortue avec des caractères chinois servant d'oracle

Un des premiers supports de l'écriture chinoise semble avoir été des plastrons de tortues (écailles inférieures, donnant le terme plastromancie). De ces écailles (et os) dérive le terme chinois moderne pour désigner ces premières écritures chinoises : chinois : 甲骨文 ; pinyin : jiǎgǔwén ; litt. « écailles-os-script ou écriture ossécaille »[Selon qui ?].
À l'époque des royaumes combattants, la tortue noire est la gardienne du Nord. Elle est associée à l'eau.

### Premières nations
Dans le récit originel iroquois, la terre ferme a été créée sur la carapace d'une tortue au milieu d'un océan sans fin[Selon qui ?]. 
En Guyane française, la première épouse de Kuyukuli, héros civilisateur wayana,  était une tortue. Elle est tellement lente qu'elle meurt dévorée par des jaguars, mais elle a le temps de pondre des enfants humains avant d'être dévorée . 

### Mythes européens
Selon l'ancienne mythologie grecque, la lyre du dieu Hermès est fabriquée à partir d'une carapace de tortue (khelus)[réf. nécessaire]. Dans l'antiquité tardive et durant le moyen-âge, l'Aspidochélon (ou aspic tortue) est l'un des monstres présentés dans le Physiologus. Le poète Eschyle serait décédé après avoir reçu une tortue sur le crâne, lâchée par un aigle en plein vol.

### AuXXesiècle
A'Tuin est une tortue stellaire qui porte le Disque-monde sur sa carapace dans le monde imaginaire créé par l'écrivain anglais Terry Pratchett. Le Disque-monde est un monde plat et circulaire soutenu dans l'immensité de l'univers par quatre éléphants (Bérilia, Tubul, Ti-Phon l'Immense et Jérakine), eux-mêmes juchés sur la carapace de la Grande A'Tuin, tortue naviguant lentement dans le cosmos vers un objectif qu'elle seule semble connaître. La Grande A'Tuin mesure 15 000 km de long. Elle appartient à l'espèce Chelys galactica.
Depuis 1986, l'autrice Paulette Bourgeois et l'illustratrice canadienne Brenda Clark, publient les aventures de la tortue Franklin. Ces livres destinés à la jeunesse ont donné lieu à une adaptation pour la télévision.

## L'écaille de tortue dans les objets d'art
L'écaille de tortue est un matériau produit à partir des carapaces des grandes espèces de tortues, en particulier de la tortue imbriquée (caret), dont les scutelles étaient appréciées pour leur grande taille, leur forme inhabituelle et leur couleur délicate, qualités qui ont valu à cette espèce d'être considérée comme menacée depuis 1975. La tortue verte également a été pourchassée pour cette raison.

### Technique d'emploi
Il fallait tout d'abord séparer les scutelles du reste de la (carapace) par chauffage, ramollir les plaques en les faisant bouillir dans de l'eau salée, puis les aplatir sous une presse. Puis "[p]our façonner l'écaille, on la ramollit dans l'eau chaude, et on la met aussitôt dans un moule où on la comprime à l'aide d'une presse. L'ouvrier polit ensuite l'écaille façonnée." 
Deux pièces d'écaille pouvaient être fusionnées en utilisant un fer à repasser chaud, mais comme lors des étapes précédentes, en veillant à ne pas perdre la couleur. Différentes techniques de polissage et de finition sont alors mises en œuvre, Cet art a été pratiqué principalement en Europe, aux États-Unis et dans divers pays asiatiques.
Le commerce mondial d'écaille de tortue est interdit en vertu de la Convention sur le commerce international des espèces de faune et de flore sauvages menacées d'extinction depuis 1973.

### Utilisations
Ces écailles servirent à de multiples usages, à la marqueterie en particulier. À l'époque médiévale, on s'en servait parfois pour fabriquer la broigne, une défense corporelle protégeant le thorax. L'écaille servait aussi à la fabrication de plaquettes à coupe, peignes et brosses à cheveux, petites boîtes et étuis, tabatières, cadres (de miroirs, par exemple), montures de lunettes, plectres et aiguilles à tricoter. Elles ont été utilisées par André-Charles Boulle pour réaliser les placages en marqueterie des "meubles Boulle", et par Pierre Gole.
Le musée du Louvre possède de nombreuses œuvres de Boulle (Sully 1er étage : salles 602, 603 et 616. Le cabinet sur piètement OA 5469 (salle 602) montre une ornementation en laiton sur fond d’écaille (ailleurs, ce pourrait être de l'étain) sur la partie supérieure, et la même ornementation en écaille sur fond de laiton (ou d'étain) sur la partie basse. On parle de marqueterie en première partie (en haut) et en seconde partie ou contre-partie (en bas).
Les collections royales britanniques comptent aussi beaucoup de pièces en marqueterie d’écaille, dont un cabinet de médailles (RCIN 35486) et une armoire (RCIN 21630). Windsor Castle possède un secrétaire d'Étienne Levasseur (1721-1798), un autre d'Abraham van Soest, une autre pièce de Thomas Parker (actif 1808–30). Il y a à Buckingham Palace deux cabinets "Boulle" plus tardifs, de Pierre Garnier (vers 1770).

### Histoire
L'écaille de tortue fut abondamment utilisée depuis l'Antiquité en Occident et en Asie. Selon la mythologie grecque, le jeune dieu Hermès, fils de Zeus et messager des dieux créa la lyre à partir d'une grande carapace de tortue. 
Les écailles de tortue incrustées étaient populaires auprès des Romains riches de l'Antiquité pour orner les meubles (en particulier les divans pour les repas) et de petits objets.
Le Périple de la mer Érythrée, œuvre datée généralement de la première moitié du Ier siècle, ou du iiie siècle, mentionne plusieurs fois l'écaille de tortue parmi les richesses qui faisaient l'objet d'un commerce. Il y est également question du comptoir de Rhapta, où se pratiquait le commerce de l'ivoire et des écailles de tortues. 
Au Moyen Âge, la culture swahilie se développa grâce au commerce de l'écaille. 
Au XIXe siècle encore, l'espoir de s'emparer d'une grande quantité d'écailles de tortue conduisit des marins australiens à commettre le massacre de Ngatik.

## L'écaille piquée
Le piqué d'écaille, qui permettait d'orner de petits objets de luxe, tabatières et bijoux notamment, était un type de travail décoratif réalisé en incrustant de minuscules clous ou fils d'or ou d'autres métaux précieux pour former des motifs ou des images sur de l'écaille de tortue ou, plus rarement, de l'ivoire : "[g]arnir, en termes de Piqueur en tabatière, c’est remplir les trous qu’on a faits à une tabatière, de clous d’or, d’argent, ou même de fil de l’un ou l’autre de ces métaux ; on se sert dans le premier cas d’un poussoir, (voyez Poussoir) & dans le second de tenailles qui coupent le fil. Voyez Tenailles. (Diderot, Encyclopédie, Vol. 7, 1757, p. 517a). Il était nécessaire au préalable d'assouplir l'écaille dans de l'eau bouillante, et de leur donner la forme voulue. En refroidissant, la pièce enserrait les incrustations d'or, d'argent ou de nacre.

### Histoire
Pratiqué à Naples, à partir de la fin du XVIe siècle, puis au XVIIe siècle par Laurenzini, orfèvre, cet art atteignit son apogée italien entre 1720 et 1760, sous le règne de Charles VII. Cet art fut également pratiqué en Italie, en France et en Allemagne et atteignit un nouvel apogée aux XVIIe et XVIIIe siècles en France.
Les objets en piqué furent également très appréciés et collectionnés en Angleterre à partir des années 1760. En 1770 Matthew Boulton (1728 - 1809) mit au point une méthode permettant de mécaniser la fabrication de pièces en piqué. À partir des années 1870, ces pièces furent produites en masse par des fabricants de Birmingham.
L'empire ottoman du XIXe siècle apprécia également ces objets : on produisit pour lui des « zarfs » (support sen forme de coquetier pour les tasses à café) en écaille piquée d'or.

### Technique du piqué
Un article de l'Encyclopédie de Diderot et d’Alembert intitulé "Piqueur de tabatières, incrusteur et brodeur" commente deux planches montrant un "atelier de piqueurs de tabatières, étuis et autres bijoux" avec trois hommes et deux femmes ainsi que les outils qu'ils utilisent. (pointes à tracer, différents types de burins, etc) :
"Pour piquer un bijou, il faut avant tout en former le dessein (sic) ; le dessein fait, il le faut calquer le plus ordinairement sur une plaque d'écaille ; ainsi fait, on fait un trou à la main avec l'un des perçoirs... le trou fait, on le remplit aussitôt de la pointe ... du fil d'or ou d'argent que l'on coupe plus ou moins saillant selon les saillies que l'on veut donner aux objets de son dessein avec la pince... Le trou échauffé par la pointe qui le fait, s'aggrandit (sic), & après avoir reçu le fil, se resserre sur lui & le tient serré de manière à ne pouvoir s'échapper. C'est l'industrie du piqueur de faire rendre les effets qu'il doit attendre de son dessein.
- Le coulé.

Le coulé se fait en incrustant le fil dans une rainure pratiquée exprès dans l'écaille. Cette rainure s'ouvre en s'échauffant par le travail du burin ... & se resserre sur le fil d'or ou d'argent que l'on insère dedans.
- L'incrusté.

L'incrusté se fait par plaque (sic) de différentes formes suivant le dessein que l'on place dans le fond d'un moule semblable à ceux des tabletiers. Ces plaques d'or ou d'argent s'incrustent d'elles-mêmes par une pression violente dans l'épaisseur de l'écaille échauffée & disposée à les recevoir.
- Le brodé. [Sans doute la technique appelée aussi "posé"]

Le brodé n'est autre chose qu'un composé de piqué, de coulé & d'incrusté, réunis & disposés avec art suivant le génie de l'artiste."

### Artistes et œuvres prestigieuses
Les écaillistes italiens étaient appelés des "tartarugari". Parmi les plus célèbres figurent Giuseppe Sarao et Gennaro Sarao (sans doute le fils du précédent); Laurenzini ; Tomaso Tagliaferro...
La table de l'Ermitage en piqué (écaille, nacre et or), Naples, vers 1730 est attribuée à Gennaro Sarao.
La galerie J. Kugel (Paris) a organisé en 2018 une exposition d'œuvres napolitaines exceptionnelles en écaille piquée, et publié un catalogue.

### Le piqué au musée
Le musée du Louvre présente beaucoup d'objets, essentiellement en salle 605 (Sully 1er étage): italiens (XVIIIe siècle) et français (XVIIIe et début XIXe, dont un petit carnet dû à Gabriel-Raoul Morel présenté en salle 554, Richelieu 1er étage, OA 2348).
Beaucoup d'œuvres sont conservées au Virginia and Albert Museum, et à Buckingham Palace (367 objets, un beau nécessaire de voyage - travelling set - et surtout des boîtes)

### Source
- À chaque tortue sa carapace de Keiko Kana, Itaru Uchida  (ISBN 978-2211013420)
- Robert L. Carroll: Paläontologie und Evolution der Wirbeltiere. Georg Thieme Verlag, Stuttgart 1993,  (ISBN 3-13-774401-6)